# Прямая (приток Искитима)
Прямая — река в России, протекает по Юргинскому району Кемеровской области.
Устье реки находится в 31 км по левому берегу реки Искитим. Длина реки составляет 18 км.

## Данные водного реестра
По данным государственного водного реестра России, относится к Верхнеобскому бассейновому округу, водохозяйственный участок реки — Томь от города Кемерово и до устья, речной подбассейн реки — Томь. Речной бассейн реки — (Верхняя) Обь до впадения Иртыша.